# Grški zbor
Zbor (starogrško χορός, latinsko chorus) je pri antični drami skupina igralcev, ki s pesmijo komentira dogodke in usodo glavnih junakov.

## Etimologija
Zgodovinar H. D. F. Kitto trdi, da beseda "chorus" namiguje na njegovo delovanje pri igrah v antični Grčiji: "Grški glagol choreuo ('sem član zbora' pomeni 'sem plesalec'). Beseda ode ne pomeni nekaj recitirati ali deklamirati, ampak "petje". "Orkestra", prostor, v katerem je bil zbor, je dobesedno pomenila 'plesišče'."  Iz tega lahko sklepamo, da je zbor plesal in pel pesmi.

## Nastanek in razvoj
V antični Grčiji je imel ples pomembno vlogo pri javnih verskih obredih, ki jih je opravljal zbor. Do arhaičnega obdobja je zbor pel in plesal tudi pri lirskih pesmih, običajno pod vodstvom vodje. Pomembno vlogo je imel pri tragediji in komediji. Danes je splošno priznana teorija, da je atiška tragedija nastala iz zborovske lirike, ki je poznana kot ditiramb in se je pela ob plesu v čast boga Dioniza, komedija pa naj bi se razvila iz veselih potegavščin, ki so jih pele potujoče družine v spremstvu Falusa na dionizijskih festivalih.  V 5. stoletju pr. n. št. je zbor igral pomembno vlogo v gledališču.
Po Herodotovi Zgodovini je starogrški pesnik Arion prvi sestavil ditiramb, dal svoji pesmi ime in poučeval zbor v Korintu. V Sudi (bizantinska enciklopedija) je podatek, da je Arion izumil tragedijo in prvi sestavil zbor, si za zborovsko pesem izmislil naslov in uvedel, da so satiri govorili v verzih. Oba zapisa razlagata, da je Arion za petje ditiramba (ki je obstajal že pred njim) prvi za člane zbora uporabil peloponeške satire, vesele Dionizove spremljevalce. S satiri kot člani zbora je tlakoval pot za spremembo ditiramba v satiro, kar je bil korak bližje k nastanku tragedije, ker je bil s preoblačenjem članov zbora in prikazovanjem različnih likov ustvarjen dramski učinek. 
Zbor je v tragediji in komediji opremljal in vzdrževal horeg (χορηγός), njegova služba pa se je imenovala horegija (χορηγία). Spadala je k liturgiji oziroma nalogam, ki so jih nase prevzemali bogati meščani namesto države.

## Zbor v tragediji
Zbor je pel lirske dele ob spremljavi frule (pri nekaterih južnoslovanskih narodih leseno ljudsko glasbilo, podobno flavti) in kot vsi igralci so tudi člani zbora nosili maske, značilne za dionizijske obrede. V tragediji je zbor vedno nastopal kot eden od likov, ki je bil tesno povezan s samo igro. Voditelj zbora, ki se je imenoval ἡγεμών ali κορυφαῖος (zborovodja), se je včasih na kratko spuščal v razgovor z igralci. Zbor je najpogosteje nastopal s položaja tradicionalnega družbenega razumevanja, kar se vidi po arhaični metriki in po etičnih stališčih, ki jih je običajno zastopal, pogosto pa tudi po poučnih mislih.
Pri Ajshilu je imel zbor 12 članov, horeutov (χορευταί), pri Sofokleju pa 15. To število se ni več spreminjalo. Zbor 15 članov se je lahko razvrstil v tri kolone (στοῖχος), v vsaki je bilo pet članov oziroma pet vrst (ζυγόν). Zbor je vstopal v orkestro (ὀρχήστρα  – osrednji del grškega gledališča, okroglo plesišče) z uvodno pesmijo (ἡ πάροδος), običajno z mestne, tj. gledalčeve desne strani, razvrščen v tri kolone ali pet vrst. Na čelu srednje kolone ali vrste je stal zborovodja, katerega vlogo je na odru včasih prevzel sam avtor drame. Uvodni pesmi je na koncu sledila izhodna pesem (ἡ ἔξοδος). Pred zborom je vedno stopal igralec s frulo. V parodi (prihod zbora) in eksodi (zaključni odhod zbora z odra) se je redno uporabljal anapest, ki še posebej ustreza  korakanju.  Pri stasimonu (stoječa pesem – στάσιμον), ko so pesmi peli med dialoškimi deli (epizodij – ἐπεισόδιον), niso uporabljali anapestov in trohejev. 
Pri Ajshilu zbor sodeluje v samem dramskem delu in pogosto spodbuja dejanja glavnih junakov, pri Sofokleju jih razlaga in komentira. Evripidov zbor ima vse manjšo vlogo v samem delu in v glavnem nastopa pri lirskih delih.

## Zbor v komediji
V antični komediji je zbor sestavljalo 24 članov in je bil zelo pomemben. Ne samo da se je delo pogosto imenovalo po tistem, kar je prikazoval zbor, npr. Aristofanovi Aharnjani, Žabe, Ose, ampak je bil tudi prihod zbora v orkestro eden od vrhuncev drame. V komediji je zbor poleg parode in eksode pel tudi parabazo (παράβασις – 'izstopanje'), ki je prišla za agonom. Za komični zbor je bilo značilno tudi to, da je tudi v delu parabaze razbijal scensko iluzijo in se obračal neposredno h gledalcem v imenu avtorja.
Že v Aristofanovih komedijah Zborovalke in Pluto se vloga zbora bistveno zmanjša ter v srednji in novi antični komediji (4.–3. st. pr. n. št.) izgubi vsako organsko povezavo z dramskim delom; pesem zbora – ki ni bila več vključena niti v besedilo drame – je postala samo priložnostno sredstvo za razdvajanje dveh dejanj komedije.
Tudi rimske priredbe grške tragedije niti fabule paliate (komedija v rimski književnosti) Plavta in Terencija niso vključevale zbora.

## Po antiki
Po grški antiki se je zbor le redko pojavljal v drami. Skupinski nastop s pesmijo in plesom se je pojavljal v drugih oblikah, kot sta opera in muzikal. Bili so poskusi, da bi se neka vrsta zbora obnovila kot en igralec komentator, npr. kot igralec, ki govori dodatek v elizabetinski drami (16.–17. stoletje) ali v francoski klasicistični tragediji (sredina 17. stoletja). V 20. stoletju je obnova zbora povezana s pesniško dramo T. S. Eliota ali epskim gledališčem Bertolta Brechta ali za drame z antičnimi vsebinami Eugena O'Neilla. 